# マリー・ド・メディシスのマルセイユ上陸
『マリー・ド・メディシスのマルセイユ上陸』（マリー・ド・メディシスのマルセイユじょうりく、仏: Le Débarquement de la reine à Marseille, le 3 novembre 1600、英: The Arrival of Marie de Medici at Marseille）は、フランドルのバロック期の巨匠ピーテル・パウル・ルーベンスが1622-1625年にキャンバス上に油彩で制作した絵画である。メディチ家出身のフランス王妃マリー・ド・メディシスにより、彼女と夫のアンリ4世の生涯を記念するために委嘱された「マリー・ド・メディシスの生涯」 (ルーベンスによる24点の連作絵画) のうちの1点である。1790年以来、パリのルーヴル美術館に所蔵されている。

## 歴史
マリー・ド・メディシスは、リュクサンブール宮殿を装飾する意図で彼女の生涯の出来事を描く24点の絵画を委嘱したが、同時に、この委嘱は彼女の統治に関する民衆の意見を一掃しようとする試みであった。彼女は外国のイタリア出身であったため、フランス人たちは統治者として適任ではないと見たのである。彼女は、フランスに到着した後の1600年にアンリ4世と結婚した。アンリは10年後の1610年に死去することになったが、それはマリー・ド・メディシスの生涯を表した24点の連作が委嘱されるよりずっと前のことであった。

## 作品
連作の第9図『マリー・ド・メディシスのマルセイユ上陸』は、1600年11月3日にマリーが船でマルセイユに到着した姿を描いている。彼女は叔母のトスカーナ大公妃、黒衣を纏った姉のマントヴァ公妃 (ルーベンスのイタリア時代の主君の婦人) に付き添われて、非常な装飾を施され、彫刻が象られているメディチ家の武装したガレー船から降りるところである。マリーは金のフルール・ド・リス (ユリ紋) を散りばめた青いマントの「フランス」の擬人像、城壁型の冠を被った「マルセイユ」の擬人像に出迎えられている。
画面下部の海中には、ネーレウスの3人の娘たち (ニンフ) 、三叉鉾を持つネプトゥーヌス、その従者の老プロテウスやホラ貝を鳴らすトリトンが現れて、マリーの到着を祝っている。ニンフたちのバラ色に輝く豊かな肉体ははちきれんばかりで、ルーベンスの好んだ女性美を表している。彼女たちの豊麗さと生命感はマリーの存在を霞ませているように見えるが、高揚した喜びを表す彼女たちの存在によって、マリーの到着の高揚とした気分の伝達が可能になったといえる。
画面上部では、「名声」の擬人像が王妃の到着をトランペットで祝いつつ、人々の頭上を舞っている。ルーベンスはこれらの象徴的人物像を用いて、歴史的出来事をマリーの統治権を強調する寓意に変換している。王妃を出迎えるために描かれているフランスの象徴は、彼女とフランス人たちの間に善意と尊敬の念を確立するためのものである。本作は、現実の歴史と、象徴のある寓意を見事に融合している。